# Le belle cose
Le belle cose è il quarto album in studio dei Sikitikis, band cagliaritana, pubblicato il 19 novembre 2012.

## Il disco
Il disco è stato registrato presso il Natural Head Quarter di Corlo (FE) e lo Sleepwalkers di Guspini (CA) da Manuele “Max Stirner” Fusaroli e Gabriele Boi.
Il missaggio è stato curato dallo stesso Fusaroli presso lo studio di Corlo, mentre la masterizzazione è stata curata da Sean Magee a Londra.
L'immagine di copertina è tratta dall'opera Guardo oltre di Federico Carta.
Il singolo di lancio dell'album è l'omonima traccia Le belle cose, per la quale è stato realizzato un video diretto e montato da Luca Percivale.

## Tracce
1. Le belle cose
2. La mia piccola rivoluzione
3. Soli (feat. Sista Namely)
4. Tiramisù
5. Apnea
6. Aria
7. Col cuore in gola
8. Hai fatto male (a farmi bene)
9. La casa sull'albero
10. Hey tu!
11. Amori stupidi

## Formazione
- Diablo (Alessandro Spedicati): voce ed effetti sonori.
- Jimi (Gianmarco Diana): basso.
- Zico (Enrico Trudu): organo e tastiere.
- Lazy (Sergio Lasi): batteria.